# Mithraculus cancasensis
Mithraculus cancasensis is een krabbensoort uit de familie van de Mithracidae. De wetenschappelijke naam van de soort is voor het eerst geldig gepubliceerd in 1967 door Türkay.